# 屶網瑠夏
屶網 瑠夏（なたみ るか 、2002年6月29日 - ）は、日本のフリースタイルレスリング選手。大阪府出身。階級は57kg級。姉は同じレスリング選手の屶網さら。

## 来歴
エンジョイクラブでレスリングを始めた。小学生の時に全国大会で何度も優勝を果たした。寝屋川第五中学3年の時に全国中学生選手権で優勝した。至学館高校2年の時に世界カデット選手権で優勝した。2021年に至学館大学へ進むと、2年の時にU-20世界選手権で優勝した。3年の時から全日本学生選手権で2連覇を飾った。4年の時には全日本選抜選手権で優勝するも、U-23世界選手権では2位にとどまった。

## 主な戦績
- 2017年 - 全国中学生選手権　優勝（57kg級）
- 2018年 - アジア・カデット選手権　2位（61kg級）
- 2019年 - 世界カデット選手権　優勝（57kg級）
- 2022年 - U-20世界選手権　優勝（57kg級）
- 2023年 - 全日本選抜選手権　2位（55kg級）
- 2023年 - 全日本学生選手権　優勝（59kg級）
- 2024年 - 全日本選抜選手権　優勝（57kg級）
- 2024年 - 全日本学生選手権　優勝（57kg級）
- 2024年 - U-23世界選手権　2位（57kg級）
- 2024年 -　全日本選手権　3位（55kg級）

（出典）